# Gouvernement Brovtsev
Boulatsev Khougaïev
Le gouvernement Brovtsev est le gouvernement de l'Ossétie du Sud du 5 août 2009 au 15 mai 2012. 
Il est dirigé par le Premier ministre, Vadim Brovtsev, et composé de 12 ministres.

## Historique

### Formation

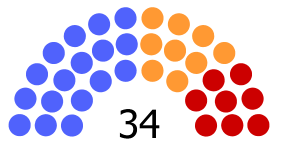
Le parlement non-reconnu d'Ossétie du Sud l'approuve comme Premier ministre avec 24 votes en faveur.

Vadim Brovtsev arrive à Tskhinvali avec près de 40 associés venant de Tcheliabins. Cette équipe, qui a la mission de réformer l'économie sud-ossète, est approuvée par Roman Panov, le vice-ministre russe du Développement régional venant lui-même de Tcheliabinsk, et inclut Alexandre Jmaïlo, administrateur d'Oziorsk, l'entrepreneur Ismahil Karimov, l'ingénieur Alexandre Zelig et Irina Sitnik, ancienne directrice financière de l'Institut bancaire de Moscou. L'opposition critique rapidement la nouvelle administration pour tenter de concentrer les pouvoirs économiques au sein du gouvernement sud-ossète dans les mains d'un « clan de Tcheliabinsk ».
Le 25 août 2009, Brovtsev réorganise le cabinet des ministres, qui est critiqué par Edouard Kokoïty comme origine des lenteurs bureaucratiques de la reconstruction d'après-guerre. De 18 ministères, il ne garde que dix positions et augmente les pouvoirs de certaines agences clés, mises sous le contrôle de ses alliés. Les ministères du Transport et des Routes, de la Communication et de l'Information, des Ressources naturelles et de l'Écologie, de l'Agriculture et de l'Alimentation, de la Propriété publique, de l'Industrie et du Commerce et de la Presse et de la Communication sont intégrés au sein du ministère du Développement économique. Ce puissant ministère, confié à Jmaïlo, reçoit également le pouvoir de réglementer les prix et les tarifs d'importation, les règles de licence, le travail et les lois anti-monopole et reçoit le contrôle sur les statistiques nationales, la supervision de la construction nationale, la certification et la standardisation.
La Trésorerie nationale est annexée au ministère des Finances et Brovtsev nomme Irina Sitnik comme ministre. Alexandre Zelig est nommé vice-premier ministre dans une décision sujette à controverse, quand il s'avère que le décret limogeant son prédécesseur n'est jamais signé. Ismagil Karimov est quant à lui nommé responsable de l'Entreprise unitaire d'État, l'un des principaux organes dédiés à la reconstruction de l'Ossétie du Sud. Guennadi Kokoev, proche de Kokoïty et membre du Parlement, critique la logique d'intégrer les services de presse au sein du ministère du Développement économique, tout en questionnant l'existence du Comité d'État pour la Reconstruction. L'Institut international d'Études stratégiques de Russie décrit la réforme comme inutile, notant le manque de libéralisme au sein de la politique économique sud-ossète. Une majorité des résidents d'Ossétie du Sud étant embauchée dans le secteur public, la presse locale note le haut taux de licenciements collectifs, malgré les promesses de Brovtsev.

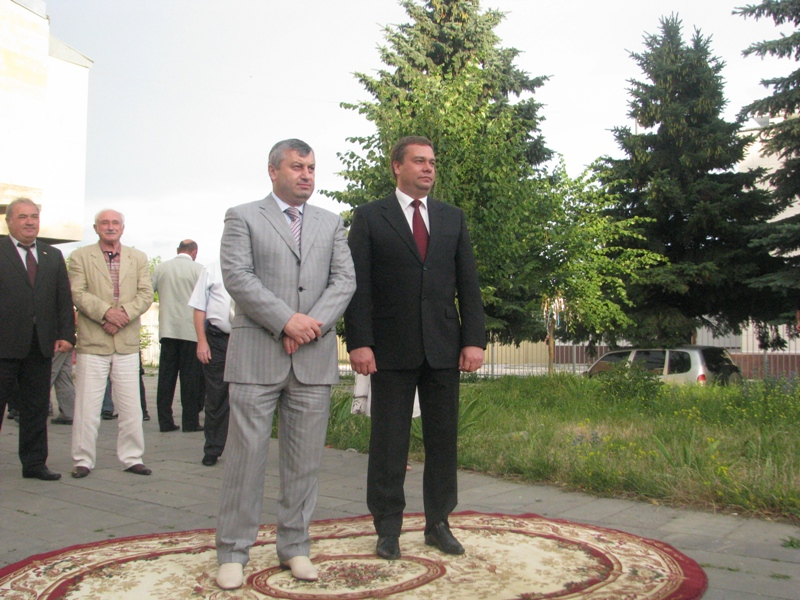
Kokoïty et Brovtsev

Le gouvernement de Brovtsev et Moscou forment le Directoire du Sud pour la mise en œuvre des programmes et projets pour agir comme client dans les projets de reconstruction financés par la Russie. Sergueï Agueev, un entrepreneur de Tcheliabinsk, et Pavel Begueba, ancien chef d'une compagnie d'exploitation de platine basée à Tcheliabinsk, sont nommés responsables du Directoire. Bientôt, la majorité des contrats publics financés par le Directoire sont offerts à des entreprises venant de l'Oural, ce qui sera critiqué par le président Leonid Tibilov après le départ de Brovtsev. Le Premier ministre tente en vain d'abolir la police fiscale.
Afin de répondre au manque de bureaucrates compétents dans le secteur public, Brovtsev ordonne en septembre 2009 le remplacement de fonctionnaires sud-ossètes par des Russes, tout en créant un programme d'entraînement des fonctionnaires ossètes pour les aligner aux standards russes. Ce programme est aussi critiqué pour son prix : 2,5 millions de roubles en 2009, 5 millions en 2010. Certains ministères puissants restent toutefois hors du programme de Brovtsev : les Affaires étrangères, l'Intérieur, la Justice et la Défense civile, traditionnellement les agences gouvernementales qui suivent des directives du Kremlin, restent occupés par des hautes figures politiques ossètes.
La réorganisation massive du gouvernement sud-ossète par Vadim Brovtsev est le sujet de nombreuses critiques. Le parti politique Ossétie juste, qui soutient Kokoïty, critique la concentration des pouvoirs au sein du ministère du Développement économique. L'agence de presse OSinform, dite être sous le contrôle de Kokoïty, nomme la réforme « incompétente ». À la suite d'un conflit entre le président et son premier ministre qui se déroule dans la première moitié de 2010, Brovtsev perd une grande partie de son équipe russe et en août 2010, il ne reste que trois membres du gouvernement venant de Tcheliabinsk, dont Brovtsev et son assistante.

### Succession
Leonid Tibilov est investi président le 19 avril 2012 et Vadim Brovtsev démissionne de son poste de Premier ministre le même jour, menant à la démission automatique de son gouvernement. Il reste de jure le Premier ministre par intérim jusqu'à la nomination de Rostislav Khougaïev, le premier chef de gouvernement venant d'Ossétie du Sud depuis 2008. Brovtsev quitte alors la république séparatiste et retourne en Russie, où certains prédisent sa nomination comme gouverneur de Tcheliabinsk.

## Composition

### Initiale (5 août 2009)
| Portefeuille                                                                  | Nom | Nom                                | Parti        |
| ----------------------------------------------------------------------------- | --- | ---------------------------------- | ------------ |
| Premier ministre                                                              |     | Vadim Brovtsev                     | Indépendant  |
| Premier vice-Premier ministre                                                 |     | Alexandre Zelig                    | Indépendant  |
| Vice-Premier ministre                                                         |     | Domenti Kouloumbegov               | Indépendant  |
| Ministre des Finances                                                         |     | Irina Sitnik                       | Indépendante |
| Ministre de la Jeunesse, de l'Ėducation et des Sciences                       |     | Arjana Djioeva                     | Indépendante |
| Ministre des Affaires étrangères                                              |     | Mourat Djioev                      | Indépendant  |
| Ministre de la Défense                                                        |     | Iouri Tanaev (jusqu'au 27/07/2010) | Indépendant  |
| Ministre de la Défense                                                        |     | Valeri Iahnovtsev                  | Indépendant  |
| Ministre des Affaires intérieures                                             |     | Valeri Valiev                      | Indépendant  |
| Ministre de la Défense civile, des Urgences et de la Gestion des catastrophes |     | Anatoli Bibilov                    | Indépendant  |
| Ministre de la Justice                                                        |     | Atsamaz Bitchenov                  | Indépendant  |
| Ministre du Développement économique                                          |     | Alexandre Jmaïlo                   | Indépendant  |
| Ministre de la Culture                                                        |     | Maharbeg Kokoïev                   | Indépendant  |
| Ministre de la Santé et du Développement social (à partir du 15/09/2010)      |     | Otarbeg Gassiev                    | Indépendant  |

### Remaniement du 20 octobre 2010
- Les nouveaux ministres sont indiqués en gras, ceux ayant changé d'attributions en italique.

| Portefeuille                                                                                         | Nom | Nom                                                                | Parti        |
| --- | --- | ------------------------------------------------------------------ | ------------ |
| Premier ministre                                                                                     |     | Vadim Brovtsev (jusqu'en 19/04/2012) Rostislav Khougaïev (intérim) | Indépendant  |
| Premier vice-Premier ministre                                                                        |     | Alexandre Zelig                                                    | Indépendant  |
| Vice-Premier ministre                                                                                |     | Domenti Kouloumbegov                                               | Indépendant  |
| Ministre des Finances                                                                                |     | Irina Sitnik                                                       | Indépendante |
| Ministre de la Jeunesse, de l'Ėducation et des Sciences                                              |     | Arjana Djioeva                                                     | Indépendante |
| Ministre des Affaires étrangères                                                                     |     | Mourat Djioev                                                      | Indépendant  |
| Ministre de la Défense                                                                               |     | Valeri Iahnovtsev                                                  | Indépendant  |
| Ministre des Affaires intérieures                                                                    |     | Valeri Valiev                                                      | Indépendant  |
| Ministre de la Défense civile, des Urgences et de la Gestion des catastrophes                        |     | Anatoli Bibilov                                                    | Indépendant  |
| Ministre de la Justice                                                                               |     | Tamaz Dogouzov                                                     | Indépendant  |
| Ministre du Développement économique                                                                 |     | Konstantine Koliev                                                 | Indépendant  |
| Ministre de la Culture                                                                               |     | Maharbeg Kokoïev                                                   | Indépendant  |
| Ministre de la Santé et du Développement social                                                      |     | Otarbeg Gassiev                                                    | Indépendant  |
| Ministre de la Capitale, de la Construction des routes et de l'Architecture (à partir du 24/01/2011) |     | Tchermen Hougaev                                                   | Indépendant  |